# Proteu
Proteu (em grego clássico: Πρωτεύς), na mitologia grega, é uma deidade marinha, um dos primeiros deuses gregos associado aos rios e corpos oceânicos de água, filho de Posídon e Fenícia. Considerado o deus da "mudança elusiva do mar", sugere a constante mudança na natureza do mar e a qualidade líquida da água, reverenciado como profeta, tinha o dom da premonição e atraía o interesse de muitos que queriam saber as artimanhas do poderoso destino, e mudaria de forma para evitar que o fizesse; Proteu só responderia àqueles que fossem capazes de o capturar.

## Etimologia
O nome Proteu, deve ter como significado "O Primeiro", já que seu nome é composto, aparentemente, apenas pelo radical proto (do grego "πρῶτος", prōtos, "primeiro"). Não é certo ao que Proteu seria o "primeiro", mas nos contos onde Proteu seria filho de Posídon, este seria seu filho primogênito, mais velho ainda que Tritão. A primeira amostra do nome Proteu, ainda que não se saiba se se refere ao deus ou a uma pessoa, foi escrita em Linear B durante a Grécia Micênica, e aparece como po-ro-te-u. Na linguagem moderna, o adjetivo "proteano",[carece de fontes?] significa "mutável", "versátil" ou "capaz de assumir muitas formas", no mercado de trabalho proteano tem conotações positivas de flexibilidade e adaptabilidade.

## Genealogia
Proteu foi geralmente representado como filho primogênito de Posídon e de Fenície, uma das várias filhas do rei Fênix da Fenícia, sendo irmão mais velho de Torone. Proteu e sua irmã, Torone, tiveram dois filhos: Poligôno, (às vezes Timôlo) e Telegôno, ambos desafiaram e morreram nas mãos de Hércules, enquanto este cumpria seu nono trabalho. Outro filho de Proteu, Eioneu, se tornou pai de Dimas, um rei da Frígia. Proteu teve dois filhos com a neirídie Psâmate: o rei Teoclímeno e sua irmã Eidotéia, (que passou a ser chamada de , Teônoe, Idotéia ou Eurínome, quando alcançou a adolescência) figura muito presente nos textos em que seu pai é mencionado. Cabeiro, mãe dos três Cabeiri e das três ninfas cabeirianas e esposa de Hefestos, às vezes é dada como uma filha de Proteu. Proteu também teve outras três filhas: Roetéia, que deu nome à cidade anatólia de Rhoiteion[carece de fontes?], na Trôade; Thebe, que se tornou epônimo da cidade egípcia de Thebis; e Taicrucia, mãe de Ninfeus com Zeus.

## Mitologia

### Proteu, deus profético do mar.
De acordo com Homero, na Odisséia, Proteu morava na pequena ilha de Pharos, situada na costa leste do delta do Rio Nilo, onde era conhecido nos arredores como o Oráculo, O Velho Homem do Mar, ou o Pastor dos Rebanhos de Netuno; ainda na Odisséia, Menelau relata ao seu filho Telêmaco que ele descansou na ilha em sua viagem de retorno da Guerra de Tróia, onde a filha de Proteu, Eidoteia, ("a própria imagem da deusa"), disse a Menelau, que apenas se ele fosse capaz de capturar o pai dela, ela o forçaria a dizer qual Deus ele ofendeu e como Menelau poderia apaziguá-lo e retornar para casa. Mais tarde Proteu saiu do mar, para descansar com seu rebanho de focas, mas Menelau o agarrou, então Proteu assumiu a forma de um leão, de uma serpente, de um leopardo, de um porco, de uma árvore e até a forma líquida da própria água do mar, onde mesmo nessa forma Menelau conseguiu o segurar. Julgando-o digno de seus poderes, Proteu informou verdadeiramente, que seu irmão, Agamemnom tinha sido assassinado por Aégisto em sua volta para casa, que Ajax naufragou por um ataque de Atenas e foi morto por Netuno, e que Ulisses foi abandonado na Ilha Ogígia, lugar de descanso de Calípso.
Vigílio em sua quarta Geórgica conta que um dia as abelhas de Aristeu, filho de Apolo, morreram de alguma doença. Aristeu buscou sua mãe, Cirene, à procura de respostas, e esta disse que Proteu, filho de Netuno morador da ilha de Cárpatos, poderia contá-lo como prevenir outro desastre, mas só faria isso se obrigado. Aristeu teve de segurar Proteu, não importasse que forma física ele assumisse. Após o desafio, Proteu se cansou e contou à Aristeu que a morte das abelhas eram uma punição a ele ter causado a morte de Eurídicie. Para perdoa-lo, Aristeu precisaria sacrificar 12 animais aos deuses, deixar os corpos no lugar do sacrifício e retornar 3 dias depois. Ele seguiu estas instruções, e após retornar, achou sobre os corpos um enxame de abelhas vivas que ele levou ao seu apiário. As abelhas de Aristeu nunca mais sofreram pela doença.